# Sultans of Swing
Sultans of Swing(스윙의 황제들)은 영국의 록밴드 다이어 스트레이츠의 노래이다. 마크 노플러가 작곡하였다. 1978년 처음으로 발간하였고, 1979년 영국과 미국에서 히트를 하였다. 그들의 첫번째 히트 곡이었다. 술탄이라는 말은 이슬람에서 최고의 권위자를 말하는데 음악적으로 표현한 것이다.

## 인증
| 국가                                                            | 인증        | 판매량/출하량 |
| --------------------------------------------------------------- | ----------- | ------------- |
| 브라질 (Pro-Música Brasil)                                      | 골드        | 30,000        |
| 캐나다 (뮤직 캐나다)                                            | 골드        | 75,000^       |
| 덴마크 (IFPI Danmark)                                           | 플래티넘    | 90,000        |
| 독일 (BVMI)                                                     | 골드        | 250,000       |
| 이탈리아 (FIMI)                                                 | 3× 플래티넘 | 210,000       |
| 뉴질랜드 (RMNZ)                                                 | 5× 플래티넘 | 100,000       |
| 스페인 (PROMUSICAE)                                             | 3× 플래티넘 | 150,000       |
| 영국 (BPI)                                                      | 2× 플래티넘 | 1,200,000     |
| ^출하량을 기반으로 한 인증 · 판매량+스트리밍을 기반으로 한 인증 |             |               |